# NK Dapci
Nogometni klub Dapci hrvatski je nogometni klub iz naselja Dapci, Grad Čazma, a svoje utakmice igra na stadionu NK Dapci. U sezoni 2024./25. klub se ne natječe.
Klub djeluje uz kraće prekide od 21. listopada 1977. godine.

## Uspjesi
2. ŽNL Bjelovarsko-bilogorska
- drugoplasirani: 2007./08., 2008./09., 2018./19. (Sjever)
- trećeplasirani: 2006./07.

3. ŽNL Bjelovarsko-bilogorska
- prvak: 2017./18. (Sjever)
- trećeplasirani: 2014./15. (Sjever), 2023./24. (Sjever)

## Vanjske poveznice
- Nk Dapci, facebook stranica
- (engl.) sofascore.com, NK Dapci
- (engl.) tipsscore.com, NK Dapci  Arhivirana inačica izvorne stranice od 4. listopada 2023. (Wayback Machine)
- sportilus.com, NOGOMETNI KLUB DAPCI DAPCI